# Iwona Piotrowska
Iwona Piotrowska – polska geograf, dr hab. nauk o Ziemi, profesor uczelni Instytutu Geoekologii i Geoinformacji Wydziału Nauk Geograficznych i Geologicznych Uniwersytetu im. Adama Mickiewicza w Poznaniu.

## Życiorys
Studiowała na Wydziale Nauk Geograficznych i Geologicznych Uniwersytetu im. Adama Mickiewicza w Poznaniu, 30 czerwca 1997 obroniła pracę doktorską Zmiany struktury użytkowania ziemi i ich związek ze współczesnym systemem denudacyjnym strefy młodoglacjalnej (zlewnia górnej Parsęty, Pomorze Zachodnie), 19 marca 2013 habilitowała się na podstawie pracy zatytułowanej Kształtowanie pojęć geomorfologicznych w dwujęzycznym nauczaniu geografii fizycznej.
Została zatrudniona na stanowisku adiunkta w Instytucie Geoekologii i Geoinformacji na Wydziale Nauk Geograficznych i Geologicznych Uniwersytetu im. Adama Mickiewicza.
Awansowała na stanowisko profesora uczelni Instytutu Geoekologii i Geoinformacji Wydziału Nauk Geograficznych i Geologicznych Uniwersytetu im. Adama Mickiewicza w Poznaniu.
Jest członkiem Komitetu Nauk o Ziemi PAN, a także Rady Dyscypliny Naukowej - Nauki o Ziemi i Środowisku UAM.
Była zastępcą dyrektora w Instytucie Geoekologii i Geoinformacji na Wydziale Nauk Geograficznych i Geologicznych Uniwersytetu im. Adama Mickiewicza w Poznaniu.

## Odznaczenia
- Brązowy Krzyż Zasługi (2007)[3]